# Svenska mästerskapen i dressyr 1956
Svenska mästerskapen i dressyr 1956 avgjordes i Kristianstad. Tävlingen var den 6:e upplagan av Svenska mästerskapen i dressyr.

## Resultat
| Placering | Ryttare         | Häst       |
| --------- | --------------- | ---------- |
| 1         | Henri Saint Cyr | Juli xx    |
| 2         | Gehnäll Persson | Knaust     |
| 3         | Henri Saint Cyr | Perfekt xx |